# Vendetta Lametta
Vendetta Lametta. Reden ist Silber, Rache ist Gold ist eine sechsteilige Fernsehreihe, die ab August 2017 etwa wöchentlich im Programm des deutschen Fernsehsenders Tele 5 ausgestrahlt wurde. Hauptdarstellerinnen waren Ines Anioli und Leila Lowfire, die durch ihren Podcast Sexvergnügen bekannt geworden waren.
In der Serie reisten die beiden Frauen durch Europa und stellten sich in den besuchten Städten verschiedenen, bewusst provozierenden Herausforderungen. Unter anderem führten sie sich im Latex-Hundekostüm an der Leine durch Amsterdam oder spielten in einem Restaurant in Neapel die Orgasmus-Szene aus dem Spielfilm Harry und Sally nach.